# 강입자

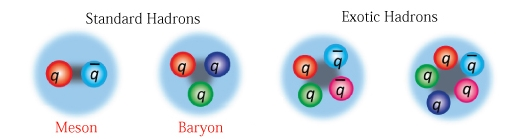

강입자(强粒子) 또는 하드론(영어: hadron)은 입자물리학에서 쿼크와 글루온으로 만들어지고 색전하가 중성인 합성 소립자다. 이 구성 입자들은 강한 상호작용으로 결합되어 있다. 강입자는 중입자수에 따라 두 종류로 구분한다.
- 중입자는 중입자수가 1이다. 세개의 쿼크로 이루어진다. 페르미온이다. 양성자와 중성자가 이에 속한다.
- 중간자는 중입자수가 0이다. 하나의 쿼크와 하나의 반쿼크로 이루어진다. 보손이다. 파이온과 케이온이 이에 속한다.

이 이외에도 테트라쿼크(쿼크 2개, 반쿼크 2개)와 이중중입자(쿼크 6개)도 발견되었으며 펜타쿼크(쿼크 4개, 반쿼크 1개)를 일부 모형에서 예측하였고 2015년 7월 14일(유럽 시각 기준), CERN의 LHC에서 uudcc-로 이루어진 펜타쿼크를 관측하는데 성공했다.
중입자수는 쿼크의 수를 세어 계산한다. 각 쿼크는 중입자수 1/3을 가지고, 각 반쿼크는 중입자수 −1/3을 가진다.
다른 소립자처럼, 강입자도 푸앵카레 군의 표현론에 따른 네 가지의 양자수, 즉 스핀 J, 반전성 P, C-반전성 C, 질량 m을 가진다. 또한, 강입자는 아이소스핀이나 지(G) 반전성, 기묘도 등의 맛깔 양자수를 가진다.
강입자의 들뜬 상태를 공명이라 한다. 바닥 상태에 있는 강입자는 많은 들뜬 상태를 가진다. 실헙적으로 수백 개의 들뜬 상태가 관찰되었다. 강력이 작용하면 공명은 아주 빠르게 (하나의 상태로) 붕괴한다.
모든 강입자는 강력의 기초 이론인 양자 색역학의 들뜬 상태다. 색역학은 색역학 눈금보다 낮은 에너지에서 가둠이라는 성질을 가진다. 이 성질 때문에 색역학의 들뜬 상태는 독립적으로 존재하는 쿼크나 글루온이 아니라 색전하적으로 중성인 강입자이다.
색역학적 물질이 다른 상에 있을 때, 강입자는 사라질 수 있다. 색역학에 따르면, 매우 높은 압력과 온도에서 쿼크 맛깔이 충분하지 못하면 쿼크와 글루온이 서로 약하게 상호작용하며, 쿼크와 글루온 각각으로는 구속되지 않는다. 점근 자유성이라 불리는 이 성질은 기가전자볼트에서 테라전자볼트 사이의 에너지에서의 실험으로 확인하였다.

## 같이 보기
- 대형 강입자 충돌기
- 입자 목록
- 아원자 입자